# Juin 1944
Les événements concernant la Seconde Guerre mondiale sont détaillés dans l'article Juin 1944 (Seconde Guerre mondiale).

## Événements
- 2 juin
  - Alger : le Comité français de la Libération nationale se proclame Gouvernement provisoire de la République française, dirigé par Charles de Gaulle.

- 3 juin 
  - Pacte de Paris. Reconstitution de la CGIL (Confédération générale italienne du travail), qui regroupe tous les syndicats italiens.

- 4 juin 
  - Les Alliés entrent dans Rome évacuée par les Allemands. Victor-Emmanuel transmet ses pouvoirs au prince héritier.
  - l'opération Overlord est remise de 24 heures à cause d'une mer formée ;

- 5 juin
  - Conférence à Londres entre Churchill, Eisenhower et de Gaulle concernant l'administration des futurs territoires libérées. De Gaulle refuse toute idée « d'occupation » américaine.

- 6 juin 
  - L'opération Overlord est lancée par les Alliés, pour envahir la Normandie (D Day). 156 000 soldats de diverses nationalités débarquent sur les côtes normandes. Le 6 juin à minuit, on dénombrait 10 500 pertes (tués, blessés, prisonniers, disparus) du côté des Alliés et 10 000 pertes allemandes.

- 7 juin 
  - Juan Perón devient vice-président de l'Argentine.
  - Arrestation du roi Léopold III de Belgique qui est emmené en Allemagne.
  - Crime de guerre de Laclotte et tragédie de Saint-Pierre-de-Clairac.
  - Bayeux est libérée par des troupes britanniques.

- 8 juin 
  - En Italie, institution du commandement général des volontaires pour la liberté (Corpo Volontari della Libertà), organe militaire et politique regroupant les cinq formations partisanes sous la direction de Ferruccio Parri, de Luigi Longo, et à partir du mois d’août, du général Cadorna.
  - France : mobilisation de la Milice.

- 9 juin 

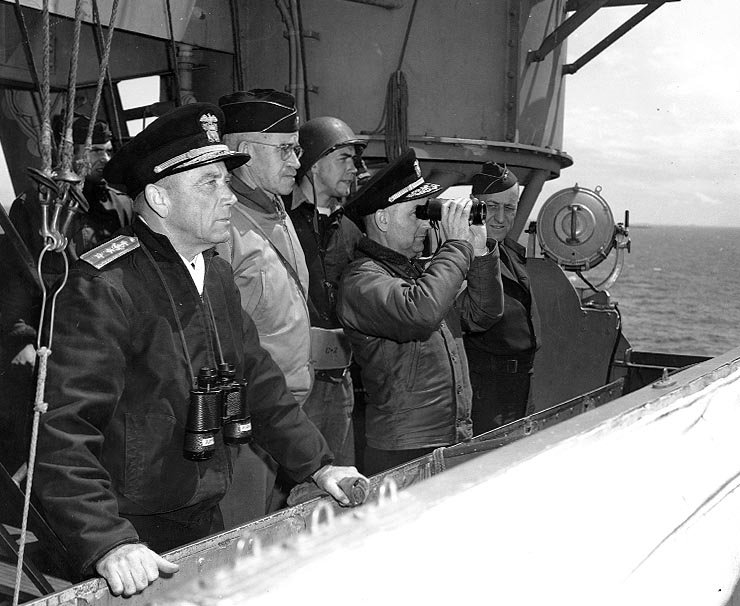
Officiers supérieurs de l'armée américaine supervisant les opérations de débarquement de troupes le 8 juin 1944, deux jours après le Jour J en Normandie ; ils sont à bord du bâtiment USS Augusta (CA-31). Le Lieutenant Général Omar N. Bradley, qui dirige le premier corps d'armée U.S., est le deuxième en partant de la gauche sur la photo.

  - Massacre de Tulle, 99 hommes sont pendus à Tulle, dont Pierre Souletie et Lucien Ganne, par des unités de la 2e division SS Das Reich du général Lammerding.
  - Massacre d'Argenton-sur-Creuse
  - Bombardement de la ville de Mayenne, par les alliés, qui cause la mort de 345 personnes

- 10 juin 
  - Massacre d'Oradour-sur-Glane par mesure de représailles après une attaque menée par des maquisards. Les soldats de la 2e division SS Das Reich du général Lammerding enferment les 648 habitants du village dans six granges et dans l'église et les font brûler vifs à coup de lance-flammes.
  - En forêt de Châtillon-sur-Seine en Côte-d'Or, les chefs de l’état major des FFI donnent l’ordre, aux différents maquis de la région du Châtillonnais de ce regrouper afin d'aider les alliés à libérer la France. Ce rassemblement compte jusqu’à 450 hommes. Des postes de surveillances sont installés à différents accès de la forêt l’armée allemande déclenchent une reconnaissance aérienne qui confirme la présence d’un important maquis. Les chefs de l’état major des FFI inspectant le maquis sont informés du danger imminent. Le 10 juin 1944, la forêt est encerclée par 2 000 hommes de la Wehrmacht et de l’armée Vlassov. Le feu est nourri, plusieurs maquisards sont tués ou faits prisonniers. Ces prisonniers, qui auraient dû être traités comme des prisonniers de guerre, sont emmenés à Saint-Germain-le-Rocheux et à Essarois pour y être exécutés après d’abominables tortures. À l’issue de ce drame, on dénombrera 37 victimes.
  - Les Forces françaises de l'intérieur (FFI) sont intégrées à l'armée française.
  - Les partis antifascistes exigent le départ de Badoglio et forment un nouveau gouvernement sous la direction d’Ivanoe Bonomi, avec Gronchi, Croce, Sforza[Lequel ?], De Gasperi, Togliatti et Saragat. Ce dernier mène l’épuration avec mollesse. Il prévoit de confier provisoirement les terres incultes aux coopératives paysannes, mais ce projet de réforme agraire souffre de la mauvaise volonté des propriétaires et de la lenteur calculée de l’administration. La question des institutions divise le gouvernement (retrait des socialistes et du parti d’action), qui est sauvé par les libéraux et les démocrates-chrétiens attachés à la monarchie et les communistes qui refusent de poser le problème constitutionnel avant la libération complète du pays.

- 11 juin
  - Création de la Fédération syndicale des travailleurs des mines en Bolivie (Federación Sindical de Trabajadores Mineros de Bolivia).

- 12 juin 
  - Le Premier ministre du Royaume-Uni Winston Churchill visite les plages du débarquement de Normandie. Massacre nazi à Valréas.

- 13 juin
  - Début de la bataille des Haies (fin le 24 juillet) ; bataille de Villers-Bocage.
  - Les Allemands lancent pour la première fois 10 missiles V1 sur Londres depuis les pas de tir du Pas-de-Calais. Six atteignent leur cible.

- 14 juin 
  - Charles de Gaulle débarque à Graye-sur-Mer en Normandie et se rend à Bayeux où il installe dans ses fonctions le premier commissaire de la République, François Coulet.
  - Le débarquement en Provence est fixé au mois d'août.
  - Destruction de Vimoutiers en Normandie par 36 bombardiers alliés.
  - Débarquement américain à Saipan, dans les îles Mariannes. Cette tête de pont doit permettre le débarquement de 150 000 hommes (voir aussi Opération Forager).

- 15 juin 
  - Victoire américaine à la bataille de Saipan (fin le 9 juillet).

- 17 juin 
  - Proclamation de la république en Islande à Þingvellir le jour du 133e anniversaire de la naissance de Jón Sigurðsson, le chef du mouvement pacifiste islandais. Le Royaume d'Islande était jusqu'alors en union personnelle avec le royaume du Danemark. Sveinn Björnsson est élu président de la République islandaise (fin en 1952).
  - Les Français de l'armée de la libération débarquent sur l'île d'Elbe en Toscane.

- 18 juin
  - Combats du maquis de Saint-Marcel dans le Morbihan.

- 19 juin
  - Début de la bataille de la mer des Philippines.

- 20 juin
  - Les Alliés libèrent Valognes en Normandie.
  - Victoire américaine à la bataille de la mer des Philippines.

- 22 juin
  - Roosevelt signe le G.I. Bill of Rights prévoyant une aide publique à la reconversion des combattants.
  - Début de l'opération Bagration, gigantesque offensive soviétique qui aboutit à la libération de la Biélorussie et porte l'avance russe sur la Vistule.

- 23 juin: Pendaisons et assassinats de 30 habitants des communes de Saint-Sixte (Lot-et-Garonne) (14 victimes); de Caudecoste (2 victimes); de Dunes (Tarn-et-Garonne) ( 14 victimes); par une unité de SS, à la recherche de résistants.

- 25 juin
  - Jusqu'au 27 juin : échec de l'Opération Spring.

- 26 juin
  - Cherbourg est libérée par des troupes américaines.
  - Début de l'opération Epsom par les britanniques à l'ouest de Caen. Les Anglo-Canadiens poursuivent difficilement l’offensive dans la région de Caen qui est libérée le 9 juillet.
  - Jusqu'au 27 juin : bataille de Bobr.
  - La ville de Saint-Étienne bombardée par les Américains pour détruire la ligne de chemin de fer. Cette opération sera un échec et les Américains ne réussirent pas à détruire la voie ferrée.

- 27 juin
  - Prise de Cherbourg par les Américains.

- 29 juin 
  - Le dictateur guatémaltèque Jorge Ubico, privé de soutien, doit démissionner devant l’agitation sociale. La junte qui le remplace (Juan Federico Ponce Vaides) tente de passer outre aux demandes de démocratisation.

- 30 juin
  - Entrevue entre le pape Pie XII et de Gaulle.
  - Premier vol du chasseur britannique Supermarine Spiteful, censé remplacer les Spitfire.

## Naissances
- 4 juin : Antoine, auteur-compositeur-interprète et navigateur français.
  - Patrick Préjean, acteur et doubleur français.
- 8 juin : Marc Ouellet, cardinal canadien, archevêque de Québec.
- 10 juin : Jandira Martini, actrice brésilienne († 29 janvier 2024).
- 11 juin : James D. A. van Hoften, astronaute américain.
- 16 juin : Henri Richelet, peintre français.
- 17 juin :
  - Janna Bitchevskaïa, chanteuse russe et orthodoxe, artiste du peuple de la Russie.
  - Jacques Pellegrin, peintre français.
- 19 juin : Richard Monette, acteur et réalisateur.
- 21 juin : Tony Scoot, réalisateur, producteur, scénariste, acteur, directeur de la photographie et monteur britannique († 19 août 2012).
- 24 juin :
  - Jeff Beck, guitariste de rock britannique († 10 janvier 2023).
  - Ticky Holgado, secrétaire de Claude François et acteur français († 22 janvier 2004).
- 25 juin : Robert Charlebois, chanteur et comédien québécois.
- 29 juin :
  - Sean Patrick O'Malley, cardinal américain, archevêque de Boston.
  - Charlie Watt, homme politique et sénateur.
- 30 juin : 
  - Raymond Moody, docteur en psychologie et médecin américain.
  - Els Ingeborg Smits, actrice néerlandaise († 5 décembre 2011).

## Décès
- 5 juin : Ker-Xavier Roussel, peintre français (° 10 décembre 1867).
- 20 juin : 
  - Bessie Te Wenerau Grace, enseignante et éducatrice maorie néo-zélandaise (° 28 octobre 1889).
  - Jean Zay, homme politique français (° 6 août 1904).
- 23 juin : Sefanaia Sukanaivalu, soldat fidjien, tué à la guerre et récipiendaire à titre posthume de la croix de Victoria (° 1er janvier 1918).
- 24 juin : Rio Gebhardt, pianiste, chef d'orchestre et compositeur allemand (° 1er novembre 1907).